# パオラ・カルドゥッロ
パオラ・カルドゥッロ（Paola Cardullo, 1982年3月18日 - ）は、イタリアの元女子バレーボール選手。オメーニャ出身。ポジションはリベロ。元イタリア代表。

## 来歴
2001年にイタリア代表のリベロに選出され、2002年世界選手権で金メダルを獲得。2003年ワールドグランプリでMVPを獲得した。2004年アテネオリンピックではベストリベロ賞を受賞し、2008年北京オリンピックで2度目のオリンピック出場を果たした。2007年欧州選手権、2009年欧州選手権では2連覇に貢献するとともに、2大会連続ベストリベロ賞を受賞した。
セリエAの所属クラブでも活躍し、2001年から在籍したアシステル・ノヴァーラでは、2005年と2008年の欧州チャンピオンズリーグでベストリベロ賞を受賞した。

## 球歴
- オリンピック - 2004年（5位）、2008年（5位）
- 世界選手権 - 2002年（金メダル）、2006年（4位）、2010年（5位）
- ワールドカップ - 2007年（金メダル）
- ワールドグランプリ - 2003年（5位、MVP）、2004年、2005年（準優勝）、2008年（3位）
- ワールドグランドチャンピオンズカップ - 2009年（優勝）
- 欧州選手権 -2003年（6位）、 2007年、2009年（優勝）、2001年、2005年（準優勝）

## 所属クラブ
- Pallavolo Omegna （1996-1999年）
- Agil Volley Trecate（1999-2001年）
- アシステル・ノヴァーラ （2001-2009年）
- GSOヴィッラ・コルテーゼ （2009-2011年）
- RCカンヌ （2011-2012年）
- GSOヴィッラ・コルテーゼ （2012-2013年）
- Liu Jo Modena（2013-2014年）
- Volley 2002 Forlì（2014-2015年）
- River Volley（2014-2015年）
- バレー・ベルガモ（2015-2018年）
- Lardini Filottrano（2018-2019年）
- サヴィーノ・デルベーネ・スカンディッチ（2019-2020年）